# Deep Black
Deep Black ist ein Videospiel, das von Biart entwickelt wurde und von 505 Games für Windows, die PlayStation 3 und Xbox 360 herausgebracht wurde. Zunächst U-WARS und Underwater Wars genannt, hat das russische Studio Biart seinen Publishing Deal mit 505 Games im Juli 2010 angekündigt und einen Release im ersten Quartal 2011 geplant. Anfangs wurde das Spiel nur für die PlayStation 3 und Xbox 360 angekündigt, doch eine zweite Ankündigung im Oktober 2011 bestätigte, dass das Spiel auf OnLive verfügbar sein wird.
Deep Black wurde auf Steam am 12. April 2012 unter dem Namen Deep Black: Reloaded, und für Konsolen am 25. April als Deep Black: Episode 1 veröffentlicht. Zu den Inhalten des Spiels gehören eine Orchesterpartitur, geschrieben von Jeremy Soule, welcher bekannt für seine Arbeit in den Elder Scrolls und Guild Wars Serien ist.

## Der Plot
Deep Black findet in der nahen Zukunft statt. Es handelt sich um eine ungewisse Welt von Chaos, Spionage, Terrorismus und ein verzweifelter Kampf um die Weltherrschaft und der Besitz von fortgeschrittenen biologischen Waffen.

## Das Gameplay
Die meiste Handlung in Deep Black findet unter Wasser statt, wo die Spieler die Untiefen der Gewässer mithilfe von „spezialisierten Unterwasser-Jetpacks mit integrierten Harpunen, Minitauchbooten und anderem High-Tech-Equipment“ navigieren. Es ist jedoch mehr als Schwimmen und Schießen – 505 Games verspricht eine Storyline mit „komplexer Science-Fiction-Mystery, Spionage und Bio-Terror“.

## Reaktionen
Für das Spiel wurde ein 47-Punkte-Rating und „generally unfavorable“ von Metacritic aggregiert. Reviews kritisierten bedürftigen Animationen und eine schwache Story, während die Steuerung unter Wasser angepriesen wurde.

## Referenzen
1. ↑  About This Game. IGN, abgerufen am 27. März 2017 (englisch).
2. ↑  505 Games Announces Deep Black. IGN, 8. Juli 2010, abgerufen am 27. März 2017 (englisch).
3. ↑  Informer Interviews Biart, Confirms 'Deep Black' Coming To OnLive. 3. Oktober 2011, archiviert vom Original am 8. Oktober 2011; abgerufen am 3. Oktober 2011 (englisch).
4. ↑  Deep Black: Episode 1. In: Metacritic. Abgerufen am 27. März 2017 (englisch).
5. ↑  Ken McKown: Take cover, under the sea. 25. April 2012, abgerufen am 27. März 2017 (englisch).
6. ↑  Deep Black Episode 1. 29. Mai 2012, abgerufen am 27. März 2017 (englisch).